# 俞垛镇
俞垛镇，是中华人民共和国江苏省泰州市姜堰区下辖的一个乡镇级行政单位。

## 行政区划
俞垛镇下辖以下地区：
俞垛社区、叶甸社区、何野村、俞耿村、忘私村、房庄村、宫伦村、角墩村、姜茅村、柳官村、叶甸村、南野村、仓场村、田管村、薛陈村、花庄村、祝庄村、春草村、许庄村和横庄村。